# Hellula parva
Hellula parva là một loài bướm đêm trong họ Crambidae.